# Paul di Resta
Paul di Resta (West Lothian, 16 april 1986) is een Brits Formule 1-coureur en de DTM-kampioen van 2010. In 2011, 2012 en 2013 kwam Di Resta uit voor het Formule 1 team van Force India. Na zijn Formule 1-carrière keerde hij terug naar de DTM. Hij is de neef van voormalig IndyCar-coureur Dario Franchitti.

## Formule 1
Vanwege zijn goede resultaten in de DTM mocht di Resta in 2009 een test uitvoeren voor het Force India F1 team. Deze test bleek positief uit te vallen, waarna di Resta voor het seizoen 2010 bevestigd werd als reservecoureur voor het Force India F1 Team. Op 26 januari 2011 werd hij bevestigd als officiële coureur bij dit team. Zijn beste resultaat tot nu toe is de vierde plaats, die hij behaalde in zowel de Grand Prix van Singapore 2012 als de Grand Prix van Bahrein 2013.
Tijdens de Grand Prix van Hongarije in 2017 verving Di Resta de zieke Felipe Massa voor het team van Williams tijdens de kwalificatie en in de race.
Di Resta is tegenwoordig (2019) gastcommentator op televisie bij wedstrijden van de Formule 1.

### Formule 1-carrière
| Jaar/Jaren    | Team        |
| ------------- | ----------- |
| 2011 t/m 2013 | Force India |
| 2017          | Williams    |

|                       | 2011 | 2012 | 2013 | 2017 | Totaal |
| --------------------- | ---- | ---- | ---- | ---- | ------ |
| Aantal races          | 19   | 20   | 19   | 1    | 59     |
| Aantal zeges          | 0    | 0    | 0    | 0    | 0      |
| Aantal pole-positions | 0    | 0    | 0    | 0    | 0      |
| Aantal snelste ronden | 0    | 0    | 0    | 0    | 0      |
| Aantal podiumplaatsen | 0    | 0    | 0    | 0    | 0      |
| Aantal WK-punten      | 27   | 46   | 48   | 0    | 121    |
| Eindstand WK          | 13   | 14   | 12   |      |        |

### Formule 1-resultaten
| Seizoen | Inschrijving               | Chassis           | Motor                     | 1      | 2       | 3      | 4       | 5      | 6      | 7      | 8      | 9       | 10     | 11      | 12      | 13     | 14      | 15     | 16     | 17     | 18     | 19     | 20     | Pos | Punten |
| ------- | -------------------------- | ----------------- | ------------------------- | ------ | ------- | ------ | ------- | ------ | ------ | ------ | ------ | ------- | ------ | ------- | ------- | ------ | ------- | ------ | ------ | ------ | ------ | ------ | ------ | --- | ------ |
| 2010    | Force India F1 Team        | Force India VJM03 | Mercedes FO 108X 2.4 V8   | BHR    | AUS TC  | MAL TC | CHN TC  | ESP TC | MON    | TUR    | CAN    | EUR TC  | GBR TC | GER     | HUN TC  | BEL    | ITA TC  | SIN    | JPN    | KOR    | BRA    | ABU    |        | -   | -      |
| 2011    | Force India F1 Team        | Force India VJM04 | Mercedes FO 108Y 2.4 V8   | AUS 10 | MAL 10  | CHN 11 | TUR DNF | ESP 12 | MON 12 | CAN 18 | EUR 14 | GBR 15  | GER 13 | HUN 7   | BEL 11  | ITA 8  | SIN 6   | JPN 12 | KOR 10 | IND 13 | ABU 9  | BRA 8  |        | 13  | 27     |
| 2012    | Sahara Force India F1 Team | Force India VJM05 | Mercedes FO 108Z 2.4 V8   | AUS 10 | MAL 7   | CHN 12 | BHR 6   | ESP 14 | MON 7  | CAN 11 | EUR 7  | GBR DNF | GER 11 | HUN 12  | BEL 10  | ITA 8  | SIN 4   | JPN 12 | KOR 12 | IND 12 | ABU 9  | USA 15 | BRA 19 | 14  | 46     |
| 2013    | Sahara Force India F1 Team | Force India VJM06 | Mercedes F108Z 2.4 V8     | AUS 8  | MAL DNF | CHN 8  | BHR 4   | ESP 7  | MON 9  | CAN 7  | GBR 9  | GER 11  | HUN 18 | BEL DNF | ITA DNF | SIN 20 | KOR DNF | JPN 11 | IND 8  | ABU 6  | USA 15 | BRA 11 |        | 12  | 48     |
| 2017    | Williams Martini Racing    | Williams FW40     | Mercedes M08 EQ Power+ V6 | AUS    | CHN     | BHR    | RUS     | SPA    | MON    | CAN    | AZE    | OOS     | GBR    | HON DNF | BEL     | ITA    | SIN     | MAL    | JPN    | VST    | MEX    | BRA    | ABU    | -   | 0      |